# Richard Öhnell
Richard Gustaf Axel Öhnell, född 11 augusti 1854 i Stockholm, död där 18 mars 1908, var en svensk rådman. 
Öhnnell blev student vid Uppsala universitet 1873, avlade examen till rättegångsverken 1881 och blev vice häradshövding 1885. Han blev vice auditör i Svenska flottan 1889 och var auditör där 1893–1902. Han blev stadsnotarie i Stockholms rådhusrätt 1890 och rådman 1900. Han var ordförande i styrelsen för arbetsförmedlingen i Stockholm 1905–06 och i styrelsen för Stockholms Södra Spårvägs AB 1905–07.